# Două lozuri (film din 1957)
Două lozuri este un film românesc din 1957 regizat de Gheorghe Naghi și Aurel Miheleș după schița „Două loturi” (1901) de I.L. Caragiale. Rolurile principale au fost interpretate de actorii Grigore Vasiliu-Birlic, Dorina Done, Marcel Anghelescu și Alexandru Giugaru.

## Rezumat
Inspirat din faimoasa nuvela a lui I. L. Caragiale, filmul exploatează, sub învelișul unui comic aparent, accentele de tragism și amărăciune pe care eroul principal, Lefter Popescu, le trăiește în încercările disperate de a recupera două bilete de loterie câștigătoare. Inutil de precizat că Birlic face unul dintre rolurile carierei sale

## Distribuție
Distribuția filmului este alcătuită din:
- Grigore Vasiliu-Birlic — dl. Lefter Popescu, funcționar la un minister
- Dorina Done — Madame Lefter Popescu, soția lui
- Marcel Anghelescu — căpitanul Pandele
- Alexandru Giugaru — comisarul de poliție Turtureanu (menționat Alexandru Giugariu)
- Ion Iancovescu — flașnetarul
- Remus Ionașcu — dl. Georgescu poreclit „Turbatul”, șeful lui Lefter Popescu
- Mircea Constantinescu — bancherul
- Margareta Pogonat — chivuța Țâca
- Medinée Șaban — țiganca bătrână
- Carmen Manolescu — fetița
- Carol Kron — plasatorul biletelor de loterie
- Gheorghe Gîmă — agent de poliție
- Gheorghe Soare — agent de poliție
- Alexandru Lungu — vânzătorul de ziare
- Coty Hociung
- Ioan Porsilă
- Radu Beligan — naratorul (nemenționat)

## Primire
Filmul a fost vizionat de 2.466.357 de spectatori în cinematografele din România, după cum atestă o situație a numărului de spectatori înregistrat de filmele românești de la data premierei și până la data de 31 decembrie 2014 alcătuită de Centrul Național al Cinematografiei.